# 남중국해의 영토 분쟁 연표
다음은 남중국해의 영토 분쟁과 관련된 시간대별 정리이다.

## 2014년
- 2014년 6월 17일, 중국이 남중국해의 스프래틀리 군도에 활주로를 갖춘 공군기지를 건설하고 있는 것은 남중국해에 방공식별구역을 선포하기 위한 준비 작업으로 관측된다고 타이완 신문 왕보가 보도했다

## 2015년
- 미국 오바마 정부는 남중국해에서 항해의 자유 작전을 시작했다. 중국이 반발했다. 남중국해의 석유매장량은 최소 110억 배럴, 천연가스는 190조 큐빅비트로 추정되지만 이보다 몇 배나 된다는 추정치도 있다. 중국은 남중국해 해역의 90%를 차지하는 남해 구단선을 기준으로 영유권을 주장하고 있다.
- 2015년 9월 13일, 중국 외교부는 미스치프 환초에 3번째 남중국해 활주로 공사를 하는 것이, 명백한 주권 행사라고 주장했다.

## 2016년
2016년 7월 12일, 국제상설중재재판소(PCA)는 남중국해가 중국의 EEZ가 아니라고 판결했다.
필리핀은 2013년 1월 자국의 배타적 경제수역 내 개발권을 명확히 해달라는 취지로 국제상설중재재판소(PCA)에 제소했다. PCA는 2016년 7월 "중국의 9단선 주장은 아무런 법적 근거가 없다"고 판결했다. 그러나 중국은 이를 무시하고 난사군도 암초에 군사기지를 건설하는 등 힘으로 밀어붙이고 있다.
PCA는 스프래틀리 제도에 있는 어떤 것도 EEZ를 발생시키지 않으며, 스프래틀리 제도가 한 단위로 EEZ를 만들 수도 없다는 입장을 나타냈다. 이에 따라 일부 암초 등은 필리핀 EEZ 내에 있으며, 어떠한 중국의 권리와도 겹쳐지지 않는다고 했다.
필리핀은 중국의 최근 조치들(중재가 시작된 이후 스프래틀리 제도에 인공섬을 건설, 간척 등)이 협약이 이해 당사국에 부여한 의무 사항, 즉 중재 절차가 진행되는 동안 논란을 "심화시키고 확대시키는" 행위를 금하도록 한 규정에 반한다는 공표를 구했다. PCA는 중국이 준설과 인공섬 건설, 건설 활동 등을 통해 논란을 심화시키고 확대시켰다는 입장을 나타냈다. 실제로, 중재 절차가 진행되는 동안, 중국은 필리핀 EEZ 내에 있는 미스치프 암초에 활주로, 등대 등을 설치해 해양 생태계에 악영향을 끼쳤으며, 섬인지 여부를 가리는 데 핵심인 자연적 조건에 관한 증거를 영구히 없앴다.

## 2018년

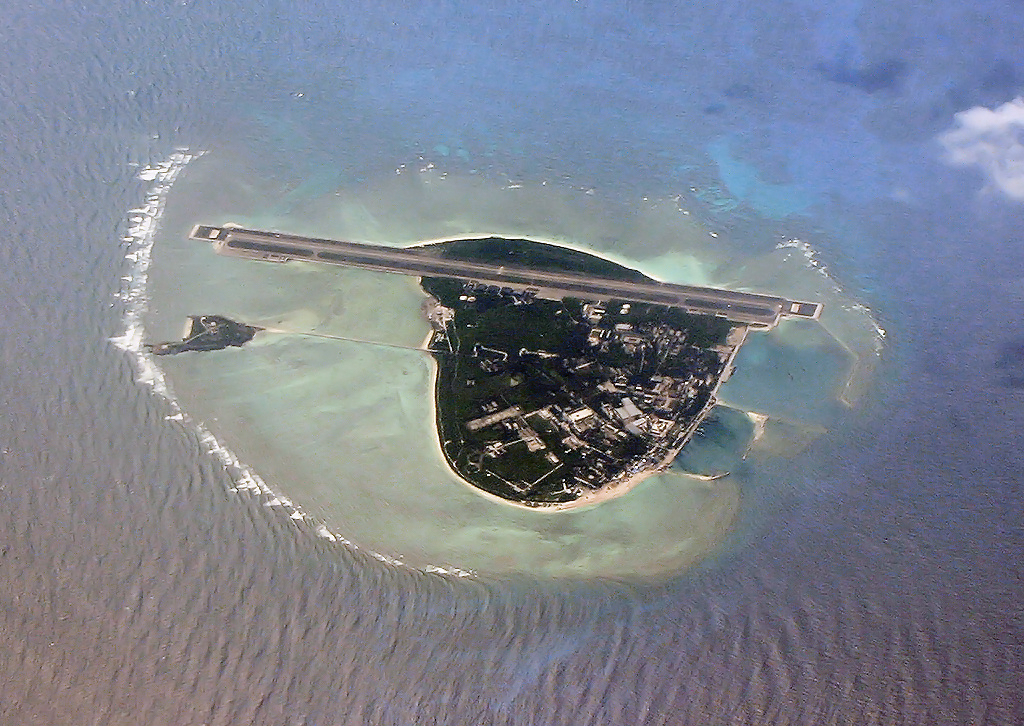
시사군도의 우디섬(永興島, 융싱다오)

- 2018년 3월 5일, 미국 USS 칼 빈슨 (CVN-70) 항공모함이 베트남 다낭에 입항했다. 43년만의 입항이다.
- 2018년 4월 24일, 괌에서 이륙한 미국 공군의 전략폭격기 B-52 2대가 남중국해를 비행했다. 대만과 필리핀 사이의 바스 해협을 거쳐 남중국해 북부의 둥사군도 부근까지 접근한 다음 회항했다.
- 2018년 5월 18일, 중국 전략폭격기 H-6K가 남중국해 인공섬에 깔린 활주로에 최초로 이착륙 시험을 했다. 시사군도의 우디섬(永興島)는 남중국해에서 중국이 실효 지배하는 섬과 암초 가운데 가장 크데 중국 하이난성 싼사(三沙)시 정부가 주재하고 있다. 중국은 이미 융싱다오에 훙치(紅旗·HQ)9 지대공 미사일 발사포대와 레이다를 배치했으며, 2015년 10월부터는 융싱다오에 J-11BH 전투기 8대를 배치했다.
- 2018년 4월 5일, 중국 랴오닝 항모 전단은 5일부터 남중국해 하이난섬 해역에서 군사 훈련을 시작했다. 군함 40여척과 전략폭격기 12대를 동원했다.
- 2018년 5월 27일, 미국 해군의 USS 로널드 레이건 (CVN-76) 항모 전단이 남중국해를 항해했다. 올해 세번째 미항모 파병이다. 항모전단의 이지스 순양함 '앤티텀'과 이지스 구축함 '히긴스'는 남중국해 시사 군도 섬들의 12해리 안에서 항행의 자유 작전을 펼쳤다. 국제법상 영토로부터 12해리는 영해이다. 중국은 시사 군도에서 군사시설 건설을 위해 만든 인공섬으로부터 12해리를 영해라고 주장하지만, 미국은 이를 인정하지 않는다.
- 2018년 7월 1일, 세계적인 경제전문지인 포브스에 파노스 무도쿠타스 콜롬비아 대학교 경제학 교수가 '중국은 결국 남중국해 게임에서 패배할 것(China Will Lose The South China Sea Game)'이라는 글을 기고했다. 중국은 필리핀, 브루나이, 말레이시아, 대만, 베트남, 미국, 일본, 프랑스, 영국, 호주와 맞서며, 남중국해에서 모든 것을 얻으려고 하지만, 이로 인해 모든 것을 잃을 수 있다고 분석했다. 수많은 나라를 상대로 한 국가가 승리한 적이 없다는 것이다.
- 2018년 9월, 일본 해상자위대의 헬기 항모인 DDH-184 카가를 2개월 동안 남중국해에 파병한다. 이지스 호위함 1척이 호위한다. 중국에 대한 전략적 존재감을 과시하는 무력시위이다.

## 2020년

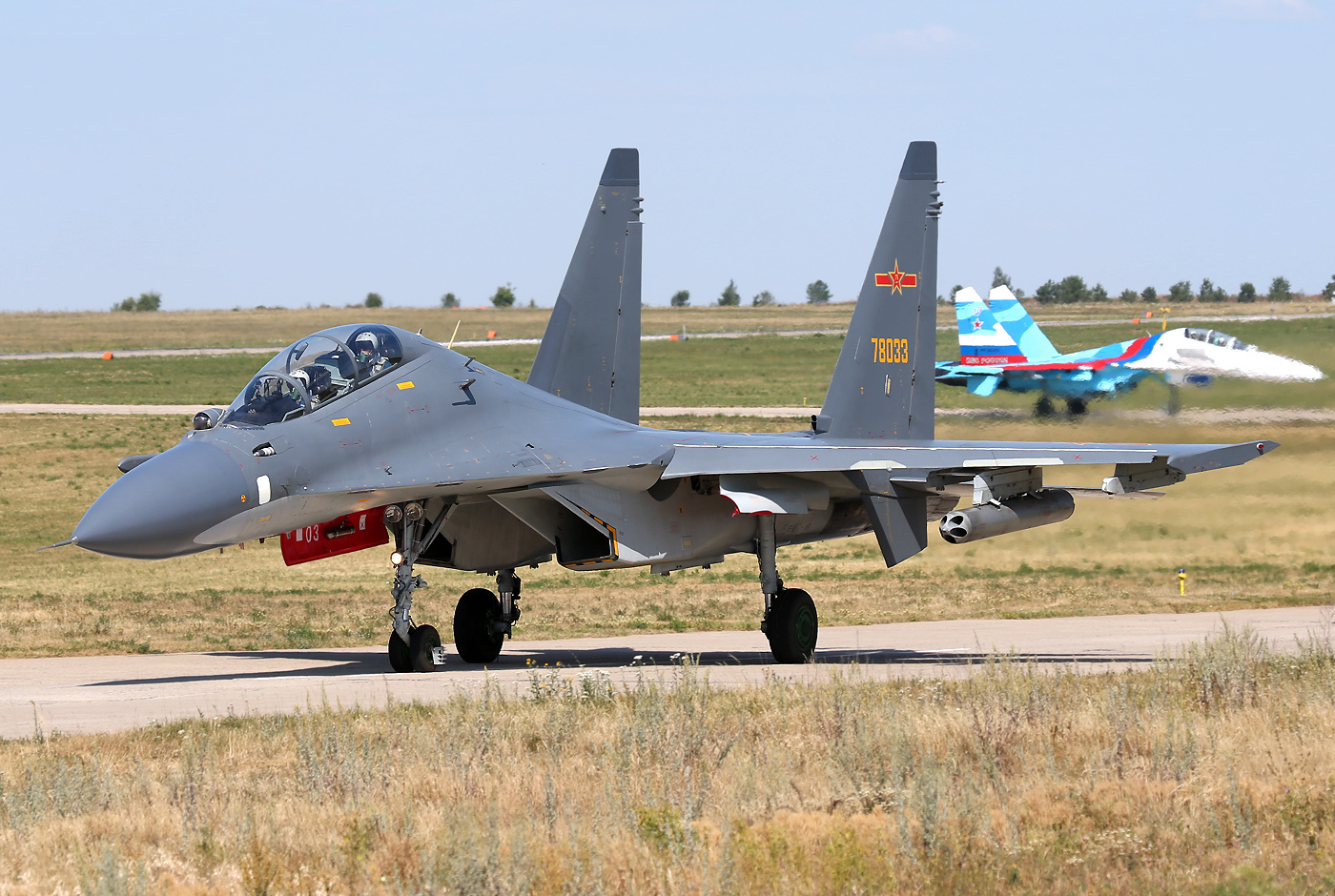
중국판 F-15K인 수호이 Su-30MKK

- 2020년 8월 4일, 중국 인민해방군 공군 제6 항공여단 소속 수호이 Su-30MKK 플랭커-G 편대가 최근 광둥(廣東)성 수이시 공군기지, 난닝 공군기지에서 출격했다. 6대로 꾸려진 편대는 중국이 영유권을 주장하는 스프래틀리 군도(중국명 난사 군도)의 수비 환초(중국명 주비(渚碧) 환초)까지 초계 비행에 나섰다. 수비 환초는 중국이 항만과 비행장을 갖춘 군사 기지를 세운 곳이다. 왕복 10시간 거리다. 동영상에서 수호이 Su-30MKK 플랭커-G는 일류신 Il-78 공중급유기로부터 급유를 받는 장면이 있다. 중국 전투기 조종사는 비행 중 특수 포장한 음료와 음식을 꺼내 섭취하는 모습도 있다. 그는 자랑하듯 카메라 앞에 이를 보여준다.

- 2020년 8월 14일, 홍콩 사우스차이나모닝포스트(SCMP)와 미국의소리(VOA) 방송에 따르면, 핵폭탄을 탑재할 수 있는 미국의 전략 스텔스 폭격기 B-2 스피릿(Spirit) 3대가 최근 인도양 몰디브에서 남쪽으로 1200km 떨어진 영국령 인도양 지역 환초인 디에고 가르시아의 디에고가르시아 해군지원시설에 배치됐다. B-2는 미 공군의 장거리 전략 폭격기로, 미국이 스텔스 폭격기를 이 지역에 전격 배치한 것은 2016년 국제상설중재재판소(PCA)에서 중국의 남중국해 영유권 주장에 대한 필리핀의 승소로 이 지역에 긴장이 조성된 직후 배치한 지 4년 만이다. 디에고가르시아 해군지원시설에서 분쟁지역인 남중국해 까지는 6000 km 정도 떨어져 있다. B-2의 항속거리는 11000 km이며, 보통 전투행동반경은 항속거리보다 훨씬 짧지만, B-2의 전투행동만경은 무한대(Unlimited)라고도 표기되고 있다.
- 중국 인민해방군은 남중국해 파라셀제도(중국명 시사군도)의 우디섬(중국명 융싱다오(永興島))에 최신예 폭격기 H-6J를 처음 배치한 것으로 알려졌다. 공대함 미사일 6발을 장착할 수 있는 H-6J 폭격기는 2020년 7월 처음 공개됐으며, H-6K 폭격기와 짝을 이룬다. 글로벌타임스는 “H-6J 배치로 최근 남중국해에서 항행의 자유 작전을 펼치고 있는 미국 항공모함을 저지할 수 있게 됐다”고 평가했다.

## 2021년

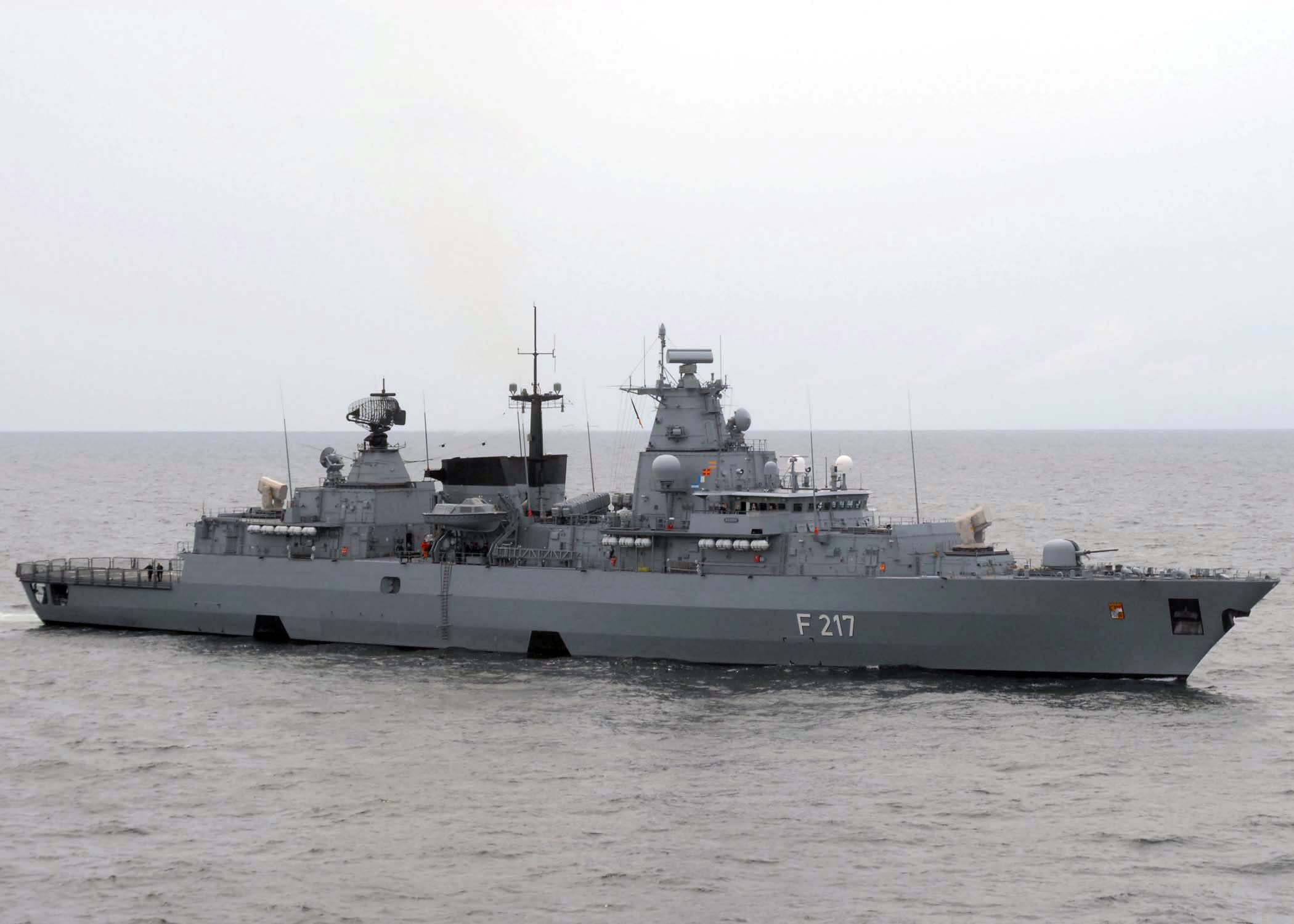
독일 바이에른 호위함

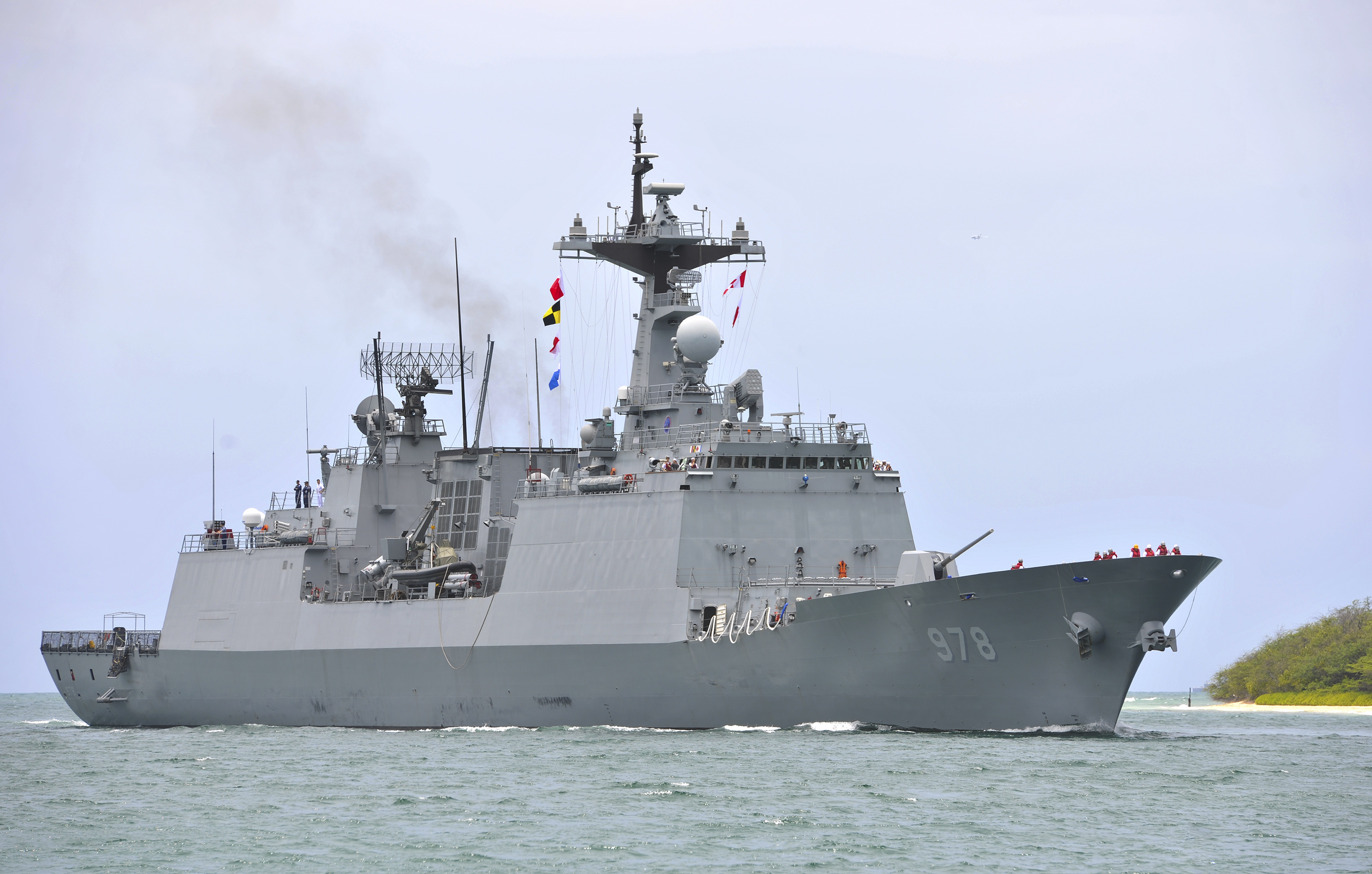
한국 구축함 왕건함

- 6월 25일, 한국 해군이 처음으로 탤리스먼 세이버 훈련에 참가했다. 6월 25일부터 8월 7일까지 호주 앞바다에서 탤리스먼 세이버 훈련을 했다. 2005년 미국과 호주 해군이 만든 연합 해군 훈련으로, 2년마다 열린다. 영국 해병대의 '탤리스먼 세이버' 참가도 이번이 처음이다. 2년 전 '탤리스먼 세이버 2019' 훈련엔 미국·호주군과 일본 자위대, 그리고 캐나다·뉴질랜드군을 포함해 총 18개국에서 3만4000여명의 병력이 참가했다.

- 7월 5일, 한국 해군 구축함 왕건함은 7월 5일부터 10일까지 미국 7함대 주관으로 호주에서 열린 퍼시픽 뱅가드(Pacific Vanguard) 연합 해상훈련에 참가했다. 미국, 호주, 한국, 일본 해군이 참가했다.

- 8월 2일, 독일 해군 구축함 바이에른(Bayern)호가 북부 니더작센주 빌헬름스하펜에서 출항해 6개월 간 인도태평양 순찰 및 훈련 임무를 시작했다. 바이에른호의 핵심 임무는 미국, 호주, 일본 등과 함께 남중국해에서 합동 군사훈련을 실시하는 것으로 탑승한 병사만 200명이 넘는다. CNN은 "독일이 남중국해에 군함을 파견하는 것은 2002년 이후 처음"이라며 "중국의 영토 확장 야심에 대한 경각심이 커지는 가운데 서방국가들의 남중국해 군사력 증강에 동참한 것"이라고 전했다. 미국 등 서방국가들은 2015년부터 이 지역에 전함을 보내 중국을 압박해왔다. en:German frigate Bayern 참조.

## 같이 보기
- 남중국해의 영토 분쟁
- 오바마 정부의 항해의 자유 작전 - en:FONOPs during the Obama Administration